# 江永県
江永県（こうえい-けん）は中華人民共和国湖南省永州市に位置する県。
女書は江永県の女性のみが理解できる地方文字です。

## 行政区画
- 鎮：瀟浦鎮、上江圩鎮、夏層鋪鎮、桃川鎮、粗石江鎮、回竜圩鎮
- 民族郷：松柏ヤオ族郷、千家峒ヤオ族郷、蘭渓ヤオ族郷、源口ヤオ族郷